# Europa de la Llibertat i la Democràcia
Europa de la Llibertat i la Democràcia (ELD o EFD, de l'anglès Europe of Freedom and Democracy) fou un grup polític del Parlament Europeu constituït durant la seva VII Legislatura, després de les eleccions europees de 2009, que està integrat per 32 diputats europeus, conforme al reglament intern del Parlament Europeu. El grup no estava vinculat a cap partit polític a escala de la Unió, sinó a diversos partits nacionals units en coalició parlamentària.
Les posicions compartides i defensades pels membres d'aquest grup parlamentari es caracteritzaven per la seva connotació antieuropeista i les seves reivindicacions sobiranistes basades en el dret d'autodeterminació i en defensa d'una plena independència econòmica i sobirana dels estats europeus, rebutjant el concepte mateix d'una Unió Europea. Alguns pertanyien al grup polític del parlament europeu denominat Unió per l'Europa de les Nacions. Els partits integrants d'aquest grup són partits nacionalistes i majoritàriament de caràcter euroescèptic. El grup Europa de la Llibertat i la Democràcia estava copresidit per Nigel Farage i Francesco Speroni, amb Philippe de Villiers com a vicepresident. Es va dissoldre en 2014, sent succeït per Europa de la Llibertat i la Democràcia Directa.

## Programa polític
- Enfortir les bases de la civilització occidental i les tradicions de la cultura llatina, incloent-hi el respecte per la persona humana.
- Defensar els principis de llibertat, solidaritat i igualtat de totes les persones.
- Respecte a la tradició, la sobirania, la democràcia i la identitat dels pobles d'Europa.
- Contribuir a l'estabilitat del món i fomentar el diàleg entre les nacions.
- Reconèixer la família com a unitat bàsica de la societat, que reconeix la santedat de la vida i s'oposa a la concepció materialista de la societat.
- Protegir la qualitat de vida i el medi ambient, desenvolupar una política exterior i de defensa en cooperació amb l'ONU, l'OTAN i altres organitzacions internacionals i enfortir les relacions amb els Estats Units, treballant en conjunt per resoldre els problemes internacionals.
- Donar suport al desenvolupament de la democràcia en totes les nacions d'Europa, i desenvolupar una estreta col·laboració amb els països del món que tradicionalment tingueren la immigració procedent dels països europeus.

## Composició

Estats de la UE amb eurodiputats del EFD, en taronja clar amb un membre, en taronja fosc amb més d'un eurodiputat.

El grup va tenir 34 membres electes entre 2009 i 2014.
| Estat         | Partit | Partit                                    | Partit                  | Ideologia                                         | Eurodiputats |
| ------------- | ------ | ----------------------------------------- | ----------------------- | ------------------------------------------------- | ------------ |
| Regne Unit    |        | Partit de la Independència del Regne Unit | UKIP                    | Populisme Nacionalisme britànic                   | 10 / 736     |
| Itàlia        |        | Lliga Nord                                | Lega                    | Regionalisme Populisme                            | 9 / 736      |
| Itàlia        |        | I Love Italy                              | ALI                     | Democràcia cristiana Euroescepticisme             | 1 / 736      |
| Polònia       |        | Polònia Sobirana                          | SP                      | Conservadorisme nacionalista Dreta cristiana      | 4 / 736      |
| Lituània      |        | Ordre i Justícia                          | TT                      | Conservadorisme nacionalista Populisme            | 2 / 736      |
| Grècia        |        | Reagrupament Popular Ortodox              | LAOS                    | Conservadorisme nacionalista Populisme            | 2 / 736      |
| Bulgària      |        | Bulgària Conservadora                     | NFSB                    | Ultranacionalisme Euroescepticisme                | 1 / 736      |
| Dinamarca     |        | Partit Popular Danès                      | DF                      | Nacionalisme Populisme                            | 1 / 736      |
| Finlàndia     |        | Partit dels Finlandesos                   | Partit dels Finlandesos | Conservadorisme nacionalista Populisme            | 1 / 736      |
| França        |        | Moviment per França                       | MPF                     | Conservadorisme nacionalista Nacionalisme francès | 1 / 736      |
| Països Baixos |        | Partit Polític Reformat                   | SGP                     | Dreta cristiana Conservadorisme                   | 1 / 736      |
| Eslovàquia    |        | Partit Nacional Eslovac                   | SNS                     | Ultranacionalisme Populisme                       | 1 / 736      |
| Bèlgica       |        | Frank Vanhecke (Ind.)                     | Frank Vanhecke (Ind.)   | –                                                 | 1 / 736      |